# Vernonia clivorum
Vernonia clivorum là một loài thực vật có hoa trong họ Cúc. Loài này được Hance miêu tả khoa học đầu tiên năm 1869.